# Korkoryt
Korkoryt – technika graficzna uprawiana od początku XX wieku. Zasady techniczne i efekty formalne zbliżone są do drzeworytu langowego, z tą różnicą, że matryca opracowywana jest na płytce prasowanego korka. 